# پایین سالکویه
سالکویه، روستایی از توابع بخش کومله شهرستان لنگرود در استان گیلان ایران است.
سالکویه روستایی بسیار زیبا در در مجاورت لیلاکوه، کومله و پارک فجر لنگرود می‌باشد.

## جمعیت
این روستا در دهستان دریاسر قرار دارد و براساس سرشماری مرکز آمار ایران در سال ۱۳۸۵، جمعیت آن ۸۲۵ نفر (۲۴۹خانوار) بوده‌است.